# Chiesa di San Piero (Agliana)
La chiesa di San Piero è un edificio religioso che si trova ad Agliana, comune in provincia di Pistoia.

## Storia e descrizione
La chiesa è documentata fin dal 1152 come dipendenza della pieve di San Giovanni a Villiano, attuale Mantale. L'edificio fu rinnovato probabilmente nel XIV secolo, ed era ad aula coperta da capriate, meno il presbiterio coperto con volta a crociera. Le pareti dell'aula erano ornate da quattro altari minori, mentre il maggiore era posto nella tribuna o presbiterio. Sulle pareti di questa tribuna comparivano affreschi con storie di San Pietro andati perduti già nel 1606, quando risultano scialbati da mani di calce, perché deteriorati da infiltrazioni di acqua proventi dal tetto. La facciata era occupata da un portico su colonne di pietra di forma ottagonale con capitelli a foglie d'acqua. Dopo il 1582 gli altari minori furono ridotti a due e dedicati alla Madonna della Neve e del Rosario costruito nel 1705 a spese di Giovanni Bini. L'altare maggiore fu rinnovato una prima volta nel 1574 a spese dell'Opera mantenendo la vecchia mense medievale, ma adornandolo di un gradino dorato e intagliato che faceva da base a sei candelieri di bronzo tornio e da due angeli in legno dorato ed intagliato, dipinto che reggono due candelieri, tra queste due grandi sculture vi era un ciborio sempre dorato ed intagliato e dipinto. Nel 1794 le parti in legno furono sostituite da arredi in pietra e stucco donate da Marco Masi. Nel 1782 il vescovo Scipione de' Ricci ne auspicava la ricostruzione, poiché il suo predecessore mons. Giuseppe Ippoliti, nella sua visita pastorale del 1779 riferiva che l'edificio non era in grado di accogliere tutti i parrocchiani durante le maggiori solennità. Il Ricci affida al capomastro, Luigi Biagini di preparare dei progetti che però non ebbero seguito, restando sulla carta. Nel 1784 a seguito delle riforme volute dallo stesso mons. Ricci e sostenute dal granduca Leopoldo I, l'Opera parrocchiale fu soppressa e i suoi beni venduti, mentre il patronato del popoli fu assorbito dal patronato Regio che duro fino alla caduta della monarchia nel 1946. Nel 1727 per decreto di monsignor Colombino Bassi fu istituito il piviere di Agliana e la parrocchia fu elevata alla dignità di prioria.
Nel 1866 morì all'età di 18 anni Carlo Masi, la cui famiglia era una tra le più facoltose del paese, lasciando un ingente capitale per l'ampliamento del vecchio edificio, insufficiente però per una ricostruzione. Nel 1868 moriva lo zio di Carlo, Giuseppe Masi, lasciando tutto quello che aveva per erigere il nuovo tempio, l'esecutrice testamentaria fu la signora Maria Annunziata Fineschi. Il vecchio edificio fu demolita completamente nel 1869. Per la costruzione di una nuova chiesa a tre navate di impianto basilicale, fu scelto l'architetto Bernardo Bernardini, con la collaborazione del padre Pietro Bernardino. I lavori si conclusero tre anni dopo con la dedicazione dell'edificio avvenuta il 26 ottobre 1872, da mons. Niccolò Sozzifanti vescovo di Pistoia e Prato. La facciata è ornata da tre statue in cemento, raffiguranti Cristo Re (1939}, San Paolo e San Pietro, (1937). La decorazione interna della chiesa si rifà al gusto settecentesco dell'Oratorio della Compagnia del Santissimo Sacramento, ristrutturato nel 1743, il che le dà un aspetto neoclassico. Internamente vi sono cinque altari. Fanno spicco su di essi due tele della seconda metà del XIX, una del XVII secolo attribuita alla cerchia del Volterrano, e l'altra, una Sacra famiglia del 1872, opera di Antonio Puccinelli. Sempre del Puccinelli era una perduta tela raffigurante la Madonna della Neve, sempre opera del professor Puccinelli.
Nell'altare maggiore ricostruito nel 1953, sono raccolte le reliquie dei Santi Pietro e Vincenzo Ferrer, ed è ornato da un bel crocefisso ligneo del XVI secolo. A fianco troviamo la Oratorio della Compagnia intitolata al S.S. Sacramento, risalente alla fine del XVI secolo, ma ristrutturato nel 1743 dall'architetto Carlo Arrighi. L'Oratorio, che è a un'unica navata coperta a volta, conserva quattro pitture murali della fine del XVIII, e sull'altare vi è una tavola della seconda metà del cinquecento. Il vecchio campanile già restaurato nel 1793, e dotato di orologio meccanico, oggi perduto, subì un pesate intervento di soprelevazione nel 1959 ad opera degli architetti Santi e Savioli di Firenze. Dal 3 aprile 1937 la parrocchia ha il titolo di prepositura. Nel XVI secolo, è menzionato nei pressi della chiesa un piccolo ospedale dedicato a San Pietro, e soppresso nel 1784.